# 니노미야 나오키
니노미야 나오키(二宮 直輝 にのみや なおき, 1984년 5월 26일 ~ 일본 에히메현)은 일본의 언론인이며 NHK 소속의 남성 아나운서이다.

## 생애 및 입사
그는 1984년 5월 28일 일본 시코쿠 지방에 에히메현에서 태어났다. 그는 에히메현립 마쓰야마히가시 고등학교(愛媛県立松山東高等学校)를 졸업하고 와세다 대학 정치 경제학부를 졸업을 했다. 니노미야(二宮) 아나운서는 2008년 NHK에 입사해서
첫 발령지인 NHK 도쿠시마 방송국에서 입사때부터 2013년 3월 31일까지 활동을 하다가 2013년 4월 1일부터 2018년 3월 31일까지 NHK 방송 센터에서 4년 11개월간 활동했었다. 그는 특히 NHK 뉴스 오하요 일본을 2014년 4월부터 2016년 3월까지 평일 1,2부 진행을 했었고 2017년 4월 8일부터 2018년 4월 1일까지 1년간 NHK 뉴스 오하요 일본에 주말진행을 했었다. 그러다가 개편으로 2018년 4월부터 2023년 3월까지 NHK 오사카 방송국에서 활동을 하다가 2023년 4월 조직 개편에 따라 도쿄도에 NHK 방송센터 아나운서 실로 옮겼다. NHK 오사카 방송국 시절에 2018년 4월 부터 NHK 뉴스 오하요 간사이를 격주로 2019년 3월까지 진행을 한 후 치카다 유이치 아나운서 후임으로 뉴스 HOT 간사이를 2019년 4월 1일부터 2023년 3월 24일까지 진행을 했었고 오사카부를 비롯한 간사이 지방 뉴스를 진행을 했었다. 2023년 4월 다시 NHK 방송센터 아나운서 실로 옮기면서 2023년 4월 9일 부터 오다기리 센 후임으로 NHK 노래자랑 진행을 하게 되었는데 특이하게 NHK 여성 아나운서인 히로세 토모미와 격주로 진행을 하고 있다.

## 특이 사항
그는 고등학교 시절에 럭비부에서 활동을 했었고 취미는 색소폰 연주이다.